# Лайково-Попово
Лайково-Попово — деревня в Удомельском районе Тверской области, находится недалеко от города Удомля.
Раньше деревня называлась Лайково.
В этой деревне располагалось имение первого российского радиотехника, изобретателя в области радиосвязи А. С. Попова, приобретённое им в 1905 году на часть вознаграждения за достижения в научно-технической деятельности. Здесь семья Попова проводила летний период отпусков и каникул, а с осени 1918 года проживала постоянно. Жена Александра Степановича Раиса Алексеевна была основателем районной больницы, открывшейся в марте 1920 года, и работала там безвозмездно. Оба сына Попова, Степан и Александр, и дочери Раиса и Екатерина с 1918 года работали в только что основанной в Удомле школе второй ступени (ныне Удомельская средняя общеобразовательная школа № 1 им. А. С. Попова).
В 1937 году по предложению крестьян деревня была переименована в Лайково-Попово, а колхоз, в состав которого она входила, в 1959 году получил название «Колхоз имени А. С. Попова». Жители деревни Лайково-Попово были освобождены от платы за радиоточку.
Рядом с деревней находится сосновый Лайковский бор «Лайково-Попово» Удомельского лесхоза — место отдыха горожан из города Удомля. Площадь бора — 15 га.

## Население
| 2008 | 2010 |
| ---- | ---- |
| 225  | ↘218 |